# José Edmundo Calvache López
José Edmundo Calvache López es un lingüista colombiano. Obtuvo la titulación de doctor en Ciencias de la Educación en 2006 en la Universidad Pedagógica y Tecnológica de Colombia en Tunja. En 2011 fue elegido rector de la Universidad de Nariño.